# Agenamyia
Genre
Agenamyia est un genre de diptères de la famille des Pelecorhynchidae.

## Liste d'espèces
Selon Catalogue of Life (1 mars 2013) :
- Agenamyia exotica
- Agenamyia fumipennis